# Formule de Boltzmann

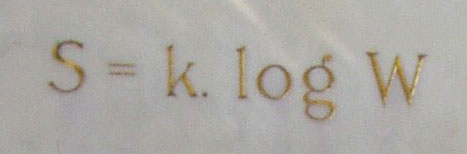
Épitaphe sur la tombe de Ludwig Boltzmann

En physique statistique, la formule de Boltzmann (1877) est une formule fondamentale qui définit l'entropie microcanonique d'un système physique à l'équilibre macroscopique, libre d'évoluer à l'échelle microscopique entre {\displaystyle \Omega } micro-états différents. Elle s'écrit :
{\displaystyle S=k_{B}\ln(\Omega )}
où {\displaystyle k_{B}} est la constante de Boltzmann égale à 1,380 648 52(79) × 10−23 J K−1. {\displaystyle \Omega } est appelé le nombre de complexions du système ou nombre de configurations.
L'introduction par Boltzmann de cette interprétation statistique de l'entropie marque un tournant majeur dans la compréhension du passage d'une dynamique microscopique réversible à une évolution macroscopique irréversible. Cette interprétation permit notamment d'éclaircir le sens du théorème H, démontré par Boltzmann en 1872 à partir de son équation pour les gaz. Le théorème H fut en effet vertement critiqué par ses détracteurs.
Cette idée d'interprétation statistique sera affinée en 1907 avec le modèle des urnes d'Ehrenfest, un modèle stochastique introduit par les époux Ehrenfest. Elle sera finalement synthétisée en 1911 dans leur célèbre article de revue.

## Anecdocte
Cette formule est gravée sur la tombe de Boltzmann (à Vienne) sous la forme : {\displaystyle S=k\,\log \,W}.
Le groupe français Matmatah réalise en 2023 et 2024 deux chansons consacrées à cette formule.

### Ouvrages de référence
- Bernard Diu, Claudine Guthmann, Danielle Lederer, Bernard Roulet ; Physique statistique, Hermann (1992),  (ISBN 2-7056-6065-8).

### Bibliothèque virtuelle
- Joël L Lebowitz ; Boltzmann's Entropy and Time's Arrow, Physics Today 46 (September 1993), 32-38. pdf. Contient également les réponses aux lecteurs publiées dans : Physics Today 47 (1994), 113-116.
- Joël L Lebowitz ; Macroscopic Laws, Microscopic Dynamics, Time's Arrow and Boltzmann's Entropy, Physica A 194 (1993), 1-27. pdf.
- Joël L Lebowitz ; Microscopic Reversibility and Macroscopic Behavior: Physical Explanations and Mathematical Derivations, Turkish Journal of Physics 19 (1995), 1-20. Aussi dans : 25 Years of Non-Equilibrium Statistical Mechanics, Proceedings, Sitges Conference, Barcelona, Spain, 1994, dans : Lecture Notes in Physics, J.J. Brey, J. Marro, J.M. Rubí and M. San Miguel (eds.), Springer, 1995. Texas 96-163. ArXiv : cond-mat/9605183.
- Joël L Lebowitz ; Statistical Mechanics: A Selective Review of Two Central Issues, Reviews of Modern Physics 71 (1999), S346. ArXiv : math-ph/0010018.
- Joël L Lebowitz ; Microscopic Origins of Irreversible Macroscopic Behavior, Physica A 263 (1999), 516-527. Table ronde sur l'irréversibilité de la conférence STATPHYS20 (Paris, 22 juillet 1998). pdf.
- Joël L Lebowitz ; Microscopic Origins of Irreversible Macroscopic Behavior: An overview. Article de revue non publié ; pdf.
- Joël L Lebowitz ; On the Microscopic Origin of Macroscopic Phenomena. Article pour le 40e anniversaire du Center for Mathematical Physics, Trieste, Italie (2004). pdf.